# Pirkko Nurmi
Pirkko Nurmi, född 4 december 1946 i Helsingfors, är en finländsk skådespelare.

## Filmografi
- 1974 – Solveigin laulu (TV-serie)
- 1976 – Vanhan ruhtinaan rakkaus
- 1977 – Rikottu ruukku
- 1977 – Isosisko ja pikkuveli
- 1977 – Landet som icke är
- 1978 – Kuu paistaa heliästi...
- 1978 – Auringon lapset
- 1979 – Herr Puntila och hans dräng Matti
- 1979 – Kaukasialainen liitupiiri
- 1979 – Ljubov Jarovaja
- 1982 – Avskedet
- 1982 – Ett hjärta av guld

### Fotnoter
1. ↑  ”Pirkko Nurmi”. Svensk Filmdatabas. http://sfi.se/sv/svensk-filmdatabas/Item/?type=PERSON&itemid=115674. Läst 15 maj 2013.